# Кубок арабских стран по пляжному футболу
Кубок арабских стран по пляжному футболу (араб. كأس العرب لكرة القدم الشاطئية‎) — турнир по пляжному футболу для мужских национальных сборных, который разыгрывался среди стран арабского мира, а также нескольких приглашённых команд. Организатором турнира является Союз арабских футбольных ассоциаций (UAFA).
Впервые турнир был проведён в египетском Марса-эль-Алам в 2008 году. Первым победителем стала сборная Ливии, обыгравшая в финале ОАЭ (5:3). Следующий розыгрыш состоялся спустя два года в Саудовской Аравии и сильнейшим на турнире оказались хозяева. В третий раз турнир прошёл в Египте в 2014 году, но на этот раз состязания принимал город Шарм-эш-Шейх. До финала дошли сборные Ливана и Египта, а сильнейшими оказались хозяева.
Последний розыгрыш кубка состоялся в 2023 году и во второй раз победу в нём одержали египтяне.

## Результаты
| Год  | Место             | Уч. | Призёры           | Призёры   | Призёры             | Призёры             |
| Год  | Место             | Уч. | Победитель        | 2-е место | 3-е место           | 4-е место           |
| ---- | ----------------- | --- | ----------------- | --------- | ------------------- | ------------------- |
| 2008 | Египет            | 8   | Ливия             | ОАЭ       | Египет              | Оман                |
| 2010 | Саудовская Аравия | 10  | Саудовская Аравия | ОАЭ       | Бахрейн             | Египет              |
| 2014 | Египет            | 7   | Египет            | Ливан     | Оман                | ОАЭ                 |
| 2023 | Саудовская Аравия | 12  | Египет            | Оман      | Марокко и Палестина | Марокко и Палестина |

## Медальный зачёт
| № | Команда           | Золото | Серебро | Бронза | Всего |
| - | ----------------- | ------ | ------- | ------ | ----- |
| 1 | Египет            | 2      | 0       | 1      | 3     |
| 2 | Ливия             | 1      | 0       | 0      | 1     |
| 2 | Саудовская Аравия | 1      | 0       | 0      | 1     |
| 3 | ОАЭ               | 0      | 2       | 0      | 2     |
| 4 | Оман              | 0      | 1       | 1      | 2     |
| 4 | Ливан             | 0      | 1       | 0      | 1     |
| 5 | Бахрейн           | 0      | 0       | 1      | 1     |